# Argini
Argini (armeniska: Արգինի) är ett berg i Armenien. Det ligger i den centrala delen av landet, 80 kilometer nordost om huvudstaden Jerevan. Toppen på Argini är 2 660 meter över havet, eller 473 meter över den omgivande terrängen. Bredden vid basen är 5,7 km.
Terrängen runt Argini är huvudsakligen kuperad. Runt Argini är det ganska tätbefolkat, med 72 invånare per kvadratkilometer.. Närmaste större samhälle är Tjambarak, 7,4 kilometer norr om Argini.
Trakten runt Argini består i huvudsak av gräsmarker.